# Franco Lázaro Gómez
Franco Lázaro Gómez (20 de diciembre de 1920, Chiapa de Corzo - 3 de mayo de 1949,  Selva Lacandona) fue un pintor, dibujante, escritor, grabador, escultor e ilustrador mexicano.
La muerte de Lázaro Gómez, a sus 28 años de edad, fue una de las grandes pérdidas para la plástica regional; la cual, en Chiapas empezaba a dar sus primeros pasos.
En el libro "Rostros de un visionario: Franco Lázaro Gómez, grabador contemporáneo de Chiapas", se detalla que su muerte se dio durante una expedición artística-científica, impulsada por Diego Rivera, respaldada por importantes artistas de la época y con financiamiento de Carlos Chávez, otrora director general del Instituto Nacional de Bellas Artes.

## Formación
Su formación académica fue escasa, fue más tradicional y empírica, con una técnica que inició con la enseñanza de su padre, alfarero de oficio. Franco empezó a mezclar los colores naturales, para lograr así la combinación del claroscuro.

## Obras
La obra gráfica de Franco se divide en grabados y dibujos premonitorios; autorretratos; cargadores; tradiciones; simbólicos; paisajes locales; desnudos; indígenas; patrióticos; retratos y caricaturas; publicitarios y viñetas y batallas. "En este último apartado, encontramos que Franco fue el único artista plástico chiapaneco que dejó constancia de los movimientos armado suscitados en Chiapas a principios del Siglo XX, puesto que no hay referente de otro autor que se haya referido a esa temática que en el próximo año se festejará como Bicentenario y Centenario de la Independencia y de la Revolución de México", respectivamente.
Esta nueva colección de pinturas realizadas sobre "pared", presenta un total de alrededor de ocho obras, que fueron perpetradas entre 1939 y 1942, en donde se constata el trabajo del creador.
Las pinturas fueron hechas en el lugar más íntimo de su casa, su cuarto. Cada una refleja esa necesidad de crear, de transmitir por medio de los colores un sentir de la nostalgia al pintar una "Botella de cerveza".
Su obra la "Máscara de parachico" (0.46 x 0. 47 metros), "Andaluza" (0.55 x 0.49 metros) y "Botella de cerveza" (1.13 x 0.62 metros), por mencionar algunas, conforman ese giro del artista que nace entre colores diversos y se confina entre el grabado monocromático.
Cada uno de los trabajos del artista chiapaneco, da fe de las actividades que los Chiapacorceños realizaban en aquella época, el glamour, la bebida y las formas de vestir a la mexicana se pueden observar en su trabajo plástico.
Describir lo que Franco Lázaro dejó e hizo en la pared de su cuarto, permea lo limitante de los materiales, siendo que también realizó pinturas en costales de maíz.

## Museo Franco Lázaro Gómez
Las creaciones de este artista chiapaneco, se muestran conservadas en el Museo Franco Lázaro Gómez del Centro Cultural Ex Convento de Santo Domingo, en su natal Chiapa de Corzo. En este museo se presenta otra faceta de su vida, aunada a su actividad de tallado de máscaras de parachico y el de muralismo.
En el año 1975 hubo un sismo que dañó seriamente el trabajo del chiapaneco, quedando en manos del Centro Nacional de Conservación de obras Artísticas del Instituto Nacional de Bellas Artes y Literatura (INBAL) para su restauración. Posteriormente, fue recuperado por Doña Victoria Gómez y Don Gilberto Utrilla, hermana y cuñado del artista, respectivamente, para ser donadas al pueblo de Chiapa de Corzo, bajo el cuidado del Consejo estatal para la Cultura y las Artes del estado de Chiapas (CONECULTA) en el año 2002, con apoyo del Instituto Nacional de Antropología e Historia (INAH).
Actualmente, en el Museo dedicado también se exhibe un busto en bronce del artista.